# Andreaea sinuosa
Andreaea sinuosa är en bladmossart som beskrevs av B. M. Murray 1986 [1987. Andreaea sinuosa ingår i släktet sotmossor, och familjen Andreaeaceae. Inga underarter finns listade i Catalogue of Life.